# Damien Degboe
Damien Degboe är en friidrottare från Benin. Han deltog vid olympiska sommarspelen 1980.